# トポス北千住店

トポス北千住店（トポスきたせんじゅてん）は、東京都足立区千住一丁目に所在したダイエーが運営する大型商業施設である。店番号は0118。

## 概要
商店街の一角に立地する地下1階・地上7階の店舗。
中国地方を中心に展開していた株式会社丸信が東京に出店した1号店として開業。しかし、東京には1店舗しかない関係で大量集中仕入れができない状況であった。一方で、ダイエーは首都圏レインボー作戦に基づいて首都圏に大量出店している真っ最中であったが、当時は新しく開業させた赤羽店を含めて8店舗であり、新たな店舗を必要としていた。
そこで、二つの思惑が合致し、1969年（昭和44年）8月25日に両者で正式調印を行い、業務提携を開始、同年9月1日に丸信とダイエーの共同出資会社「マルシンダイエー」（資本金：2,000万円）を設立し、東京丸信を丸信から借りる形で運営を開始、同年10月1日にダイエー主導の下で店内の改装を行い開店した。
その後、丸信が手を退き、ダイエーに営業権を譲渡したため、1977年（昭和52年）にダイエーとなった。ダイエーとなったのち1981年（昭和56年）にディスカウントストアのトポスに業態転換した。
多数展開していたトポスも、2010年（平成22年）2月28日に尼崎店が閉鎖されたことで、この北千住店が唯一の店舗となった。
2015年（平成27年）7月31日に足立区はトポス北千住店が所在する千住本町センター沿いの地域の「千住一丁目地区第一種市街地再開発事業」を発表。これに伴い2016年（平成28年）11月14日18時をもって閉店し、同時に36年続いた「トポス」の店舗ブランドは消滅した。マルシンダイエー運営時代から通算して47年間の営業だった。
跡地にはタワーマンション「千住ザ・タワー」が建設され、1階には2021年2月11日に東武ストア北千住店が、2Fには飲食店などが開業した。

### 同業他社との争い
この地区にはイトーヨーカ堂の1号店が既に存在しており、集客で競争を繰り広げた。ダイエー北千住店はトポスに業態転換し、イトーヨーカドーも2009年にザ・プライスに業態転換したが、当店閉店の少し前の2016年4月10日に閉店している（その後跡地に建設されたタワーマンションの1・2階に「イトーヨーカドー食品館千住店」として2019年3月15日に再開業したが、2020年6月1日にグループ内のヨークに移管され「ヨークフーズ千住店」に屋号変更した。）。

## フロア構成
閉店時点で売り場として使用していたのは地下1階から4階までである。地下1階は食品のフロア、1階は食品・日用消耗品のフロア、2階はファッションのフロア、3階は住まいと暮らしのフロア、4階は住まいと文具のフロアである。専門店は1階の宝くじチャンスセンター1店舗のみ。
エスカレーターは上りしかないため、下りは階段を使う必要があった。
各フロアの取扱品目などの詳細は公式サイト「フロアガイド」を参照。

## 沿革
- 1968年（昭和43年）9月1日 - 丸信が運営する「丸信 千住店」開業。
- 1969年（昭和44年）9月1日 - 丸信とダイエーの共同出資の子会社「マルシンダイエー」を設立。
- 1969年（昭和44年）10月1日 - マルシンダイエーが運営する「丸信 東京店」開業。
- 1977年（昭和52年）6月20日 - 丸信がダイエーに営業権を譲渡し、「ダイエー北千住店」となる。
- 1981年（昭和56年） - トポスに業態転換。
- 2016年（平成28年）11月14日 - トポス北千住店閉店。

## ギャラリー

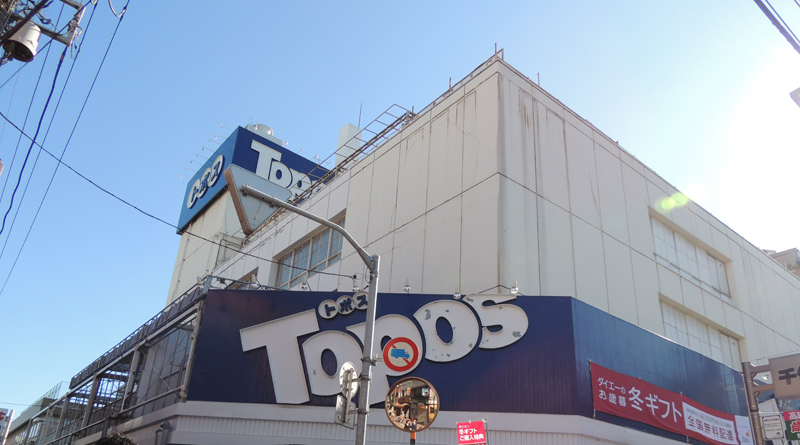
外観
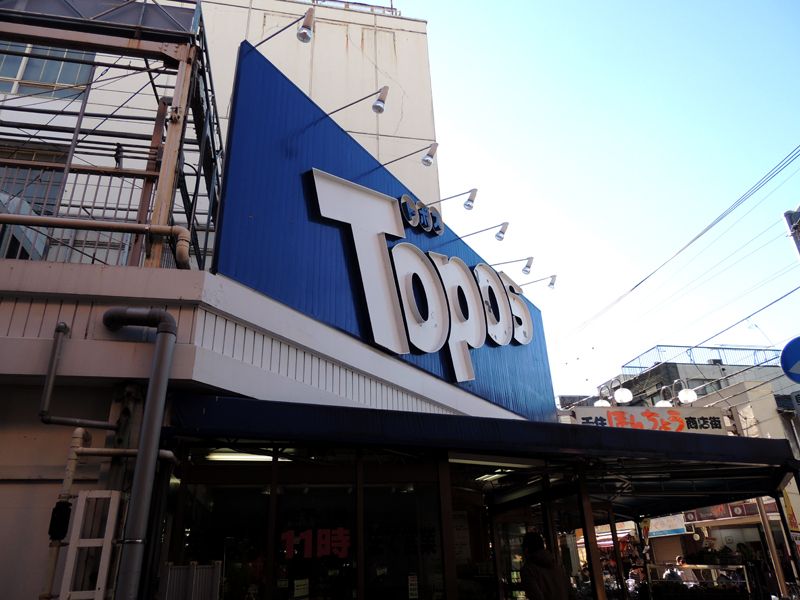
外観
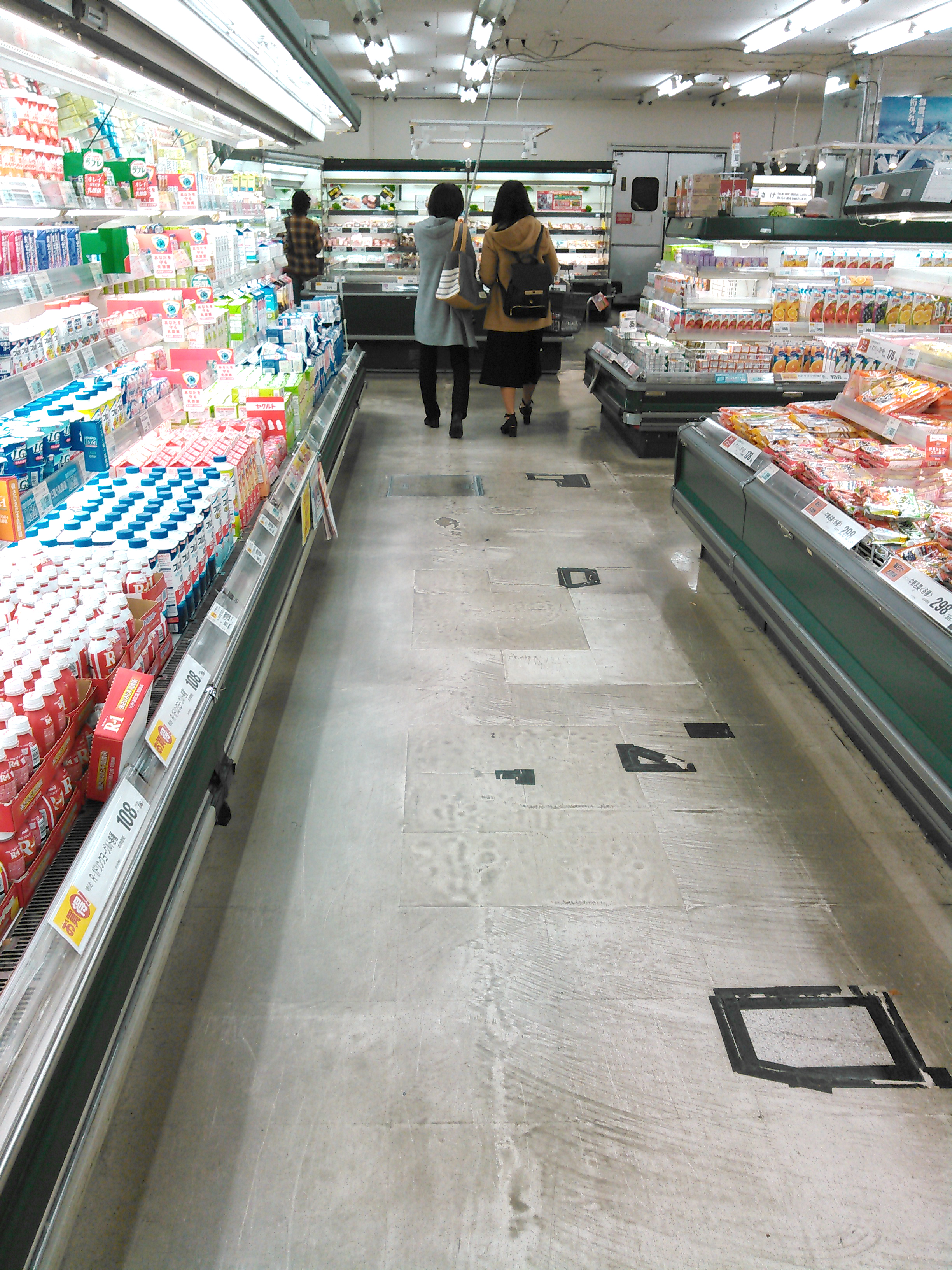
地階食品コーナー
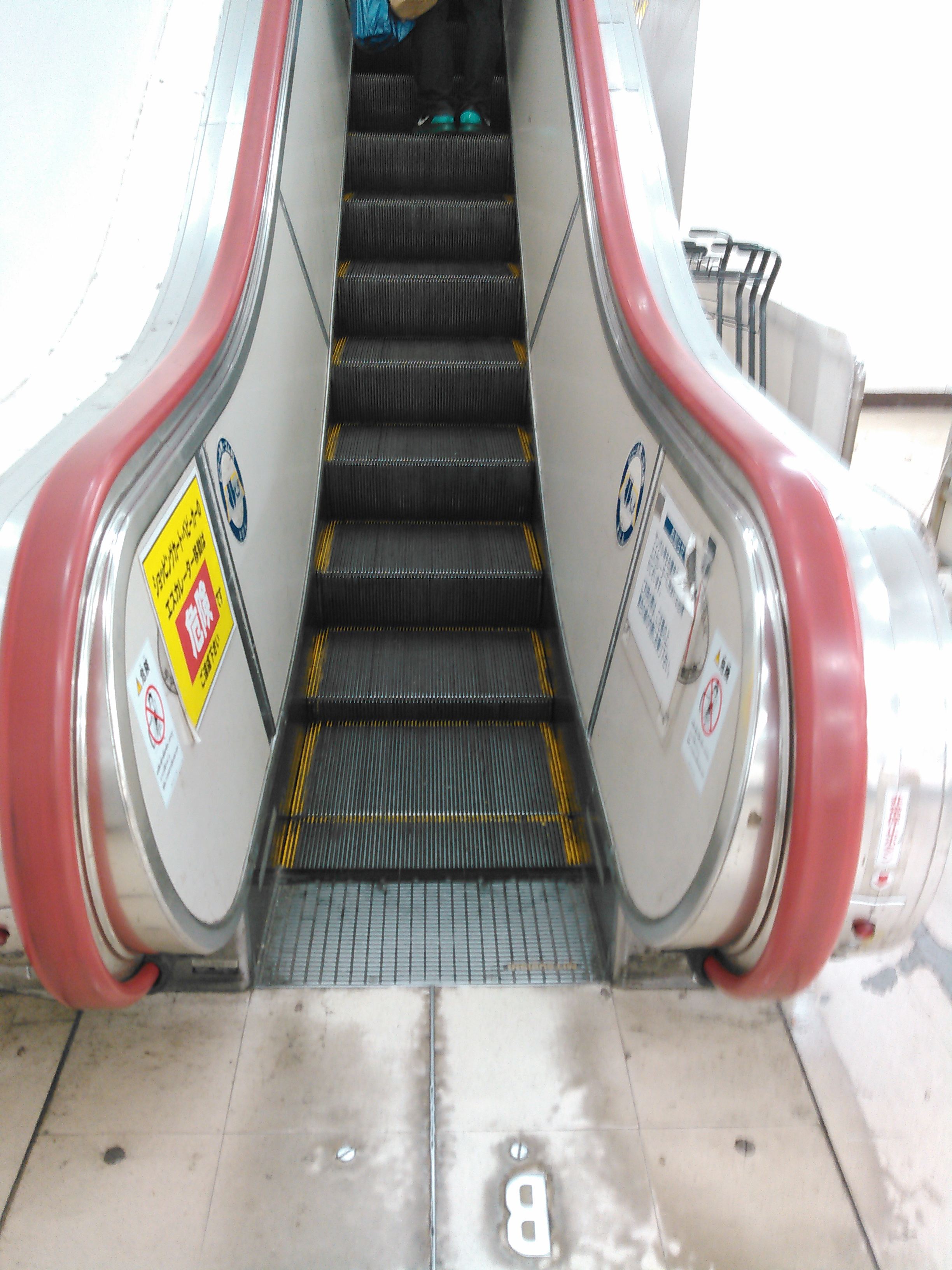
地階エスカレータ
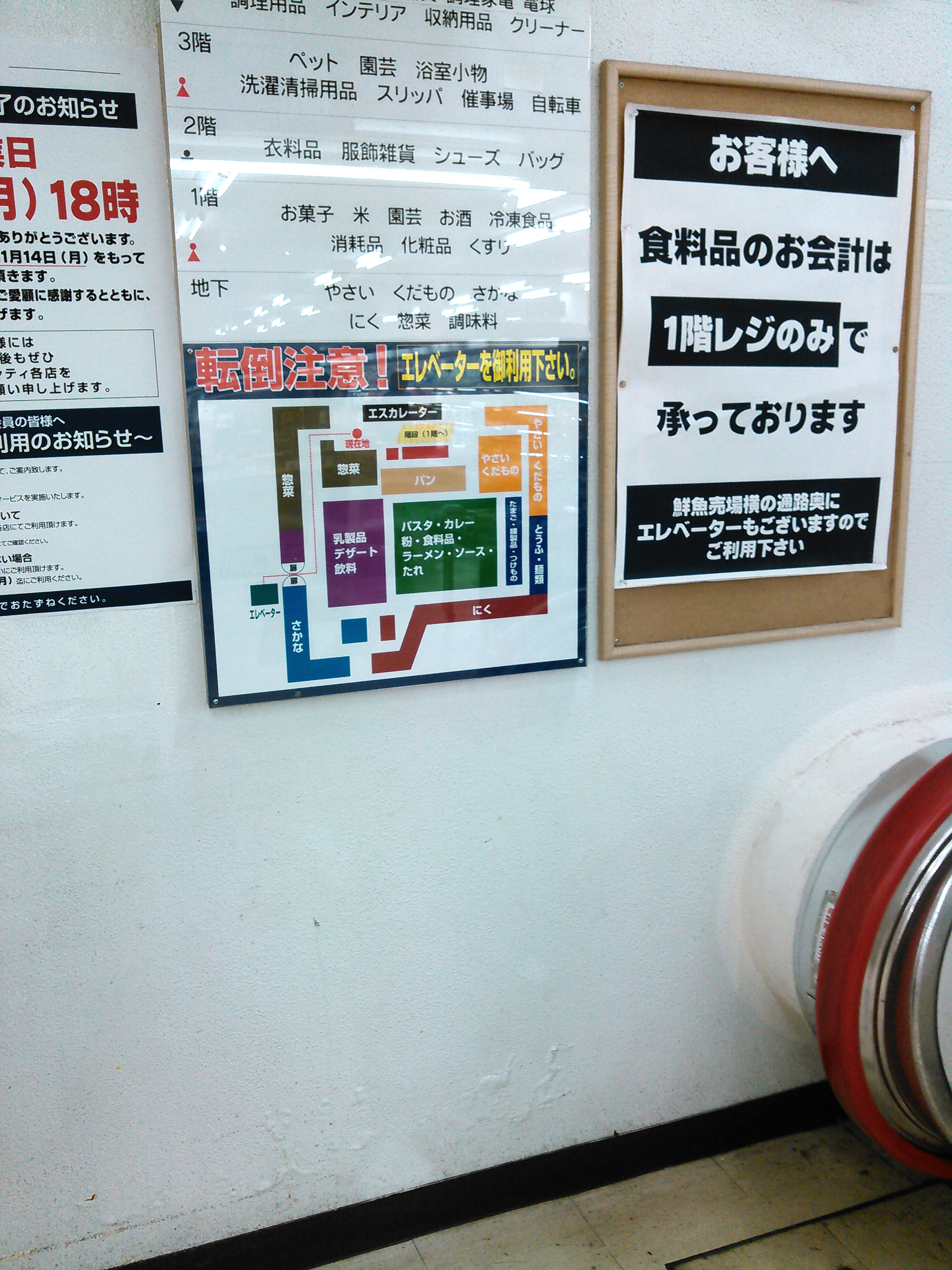
地階エスカレータ上り口案内版
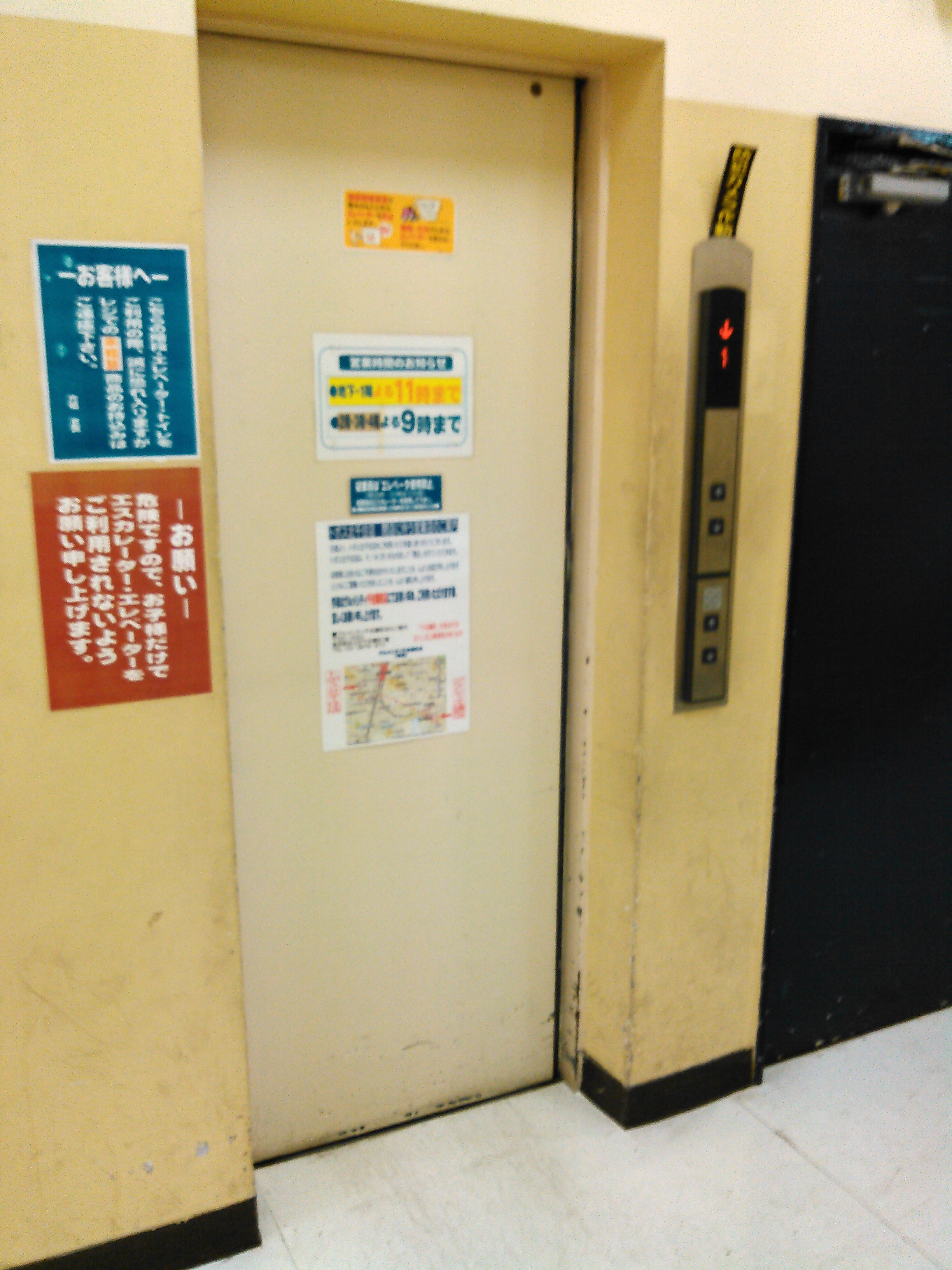
エレベーター入り口
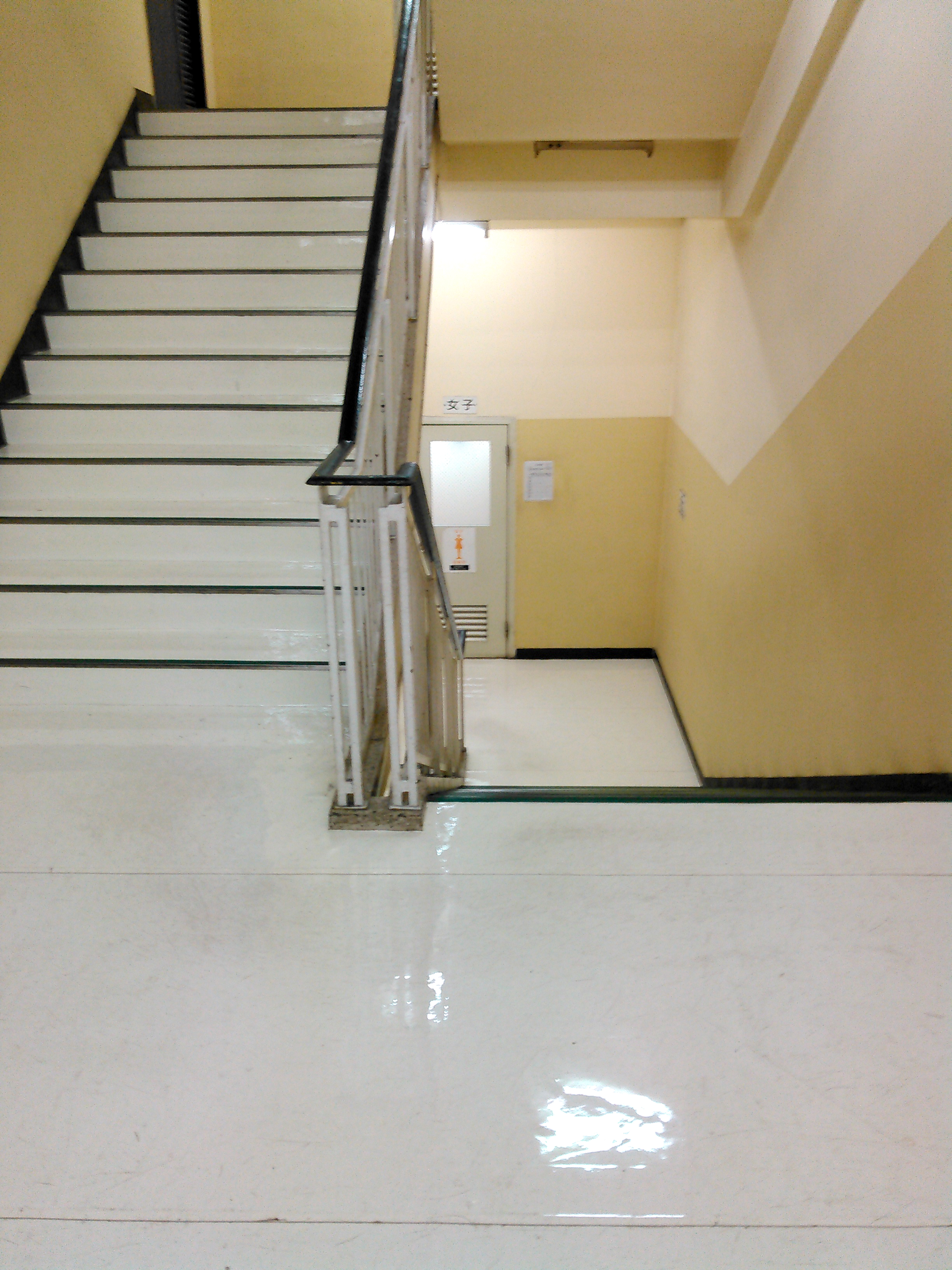
エレベータ側階段
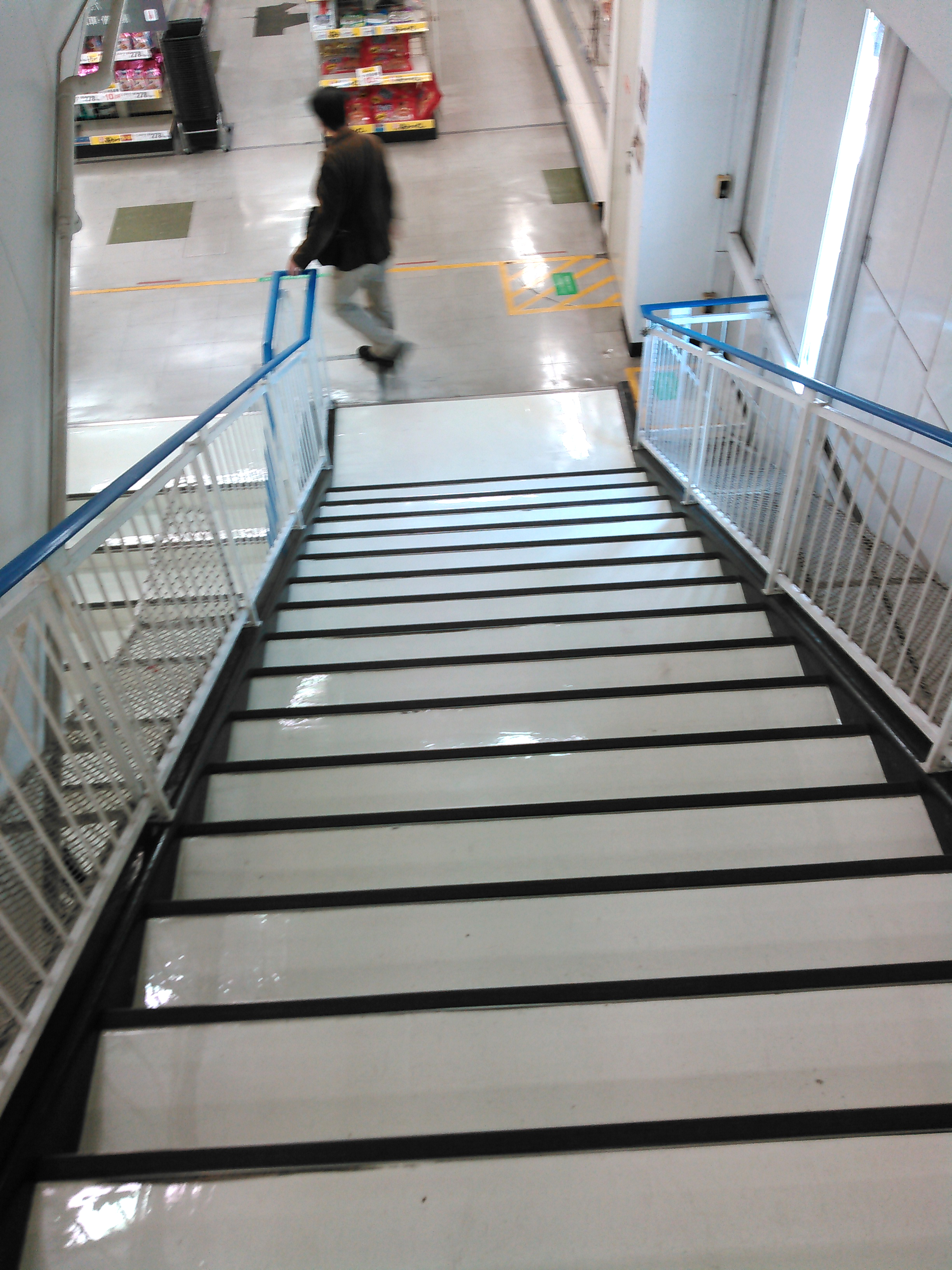
エスカレータ側階段
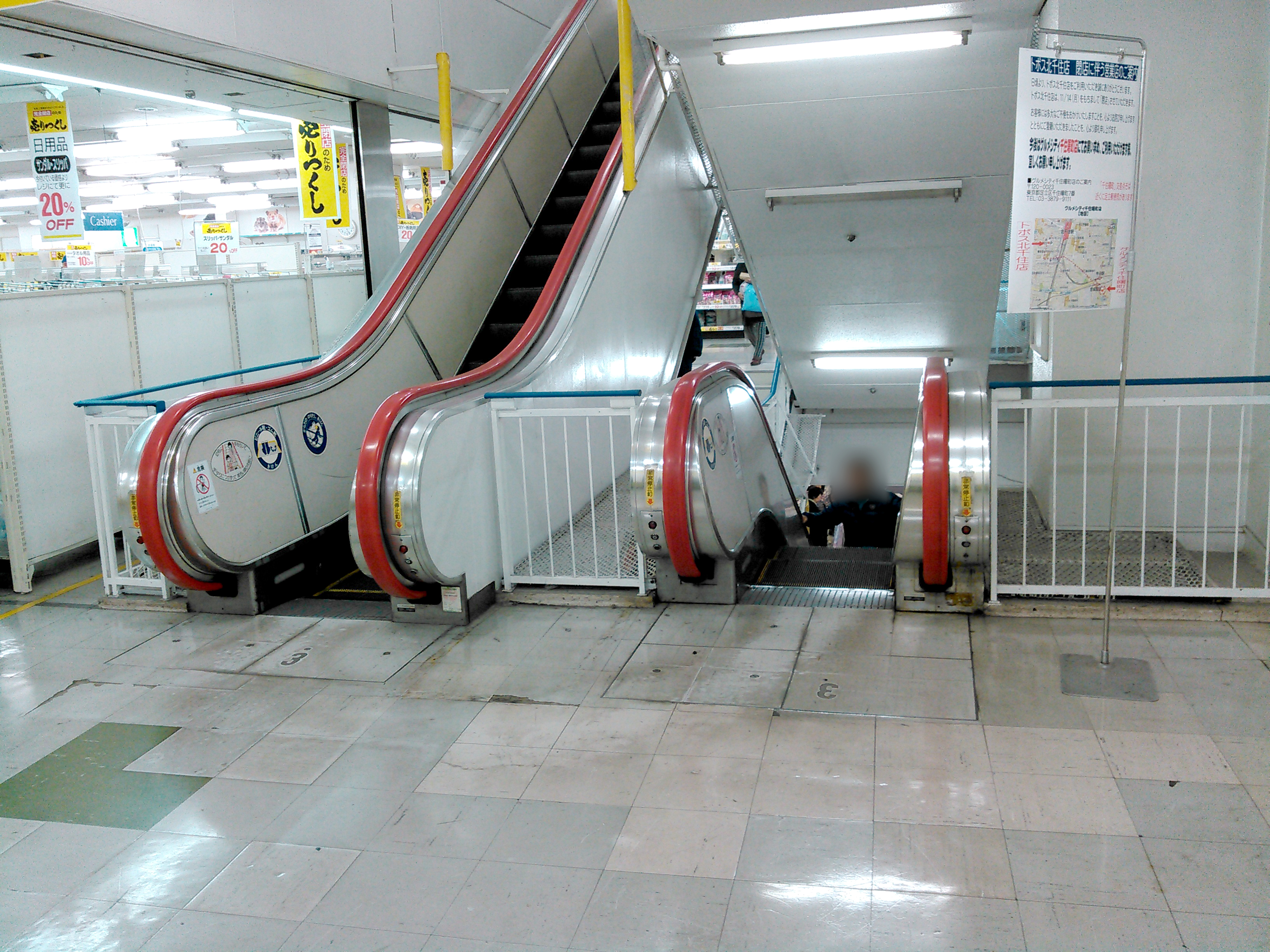
3階エスカレータ前
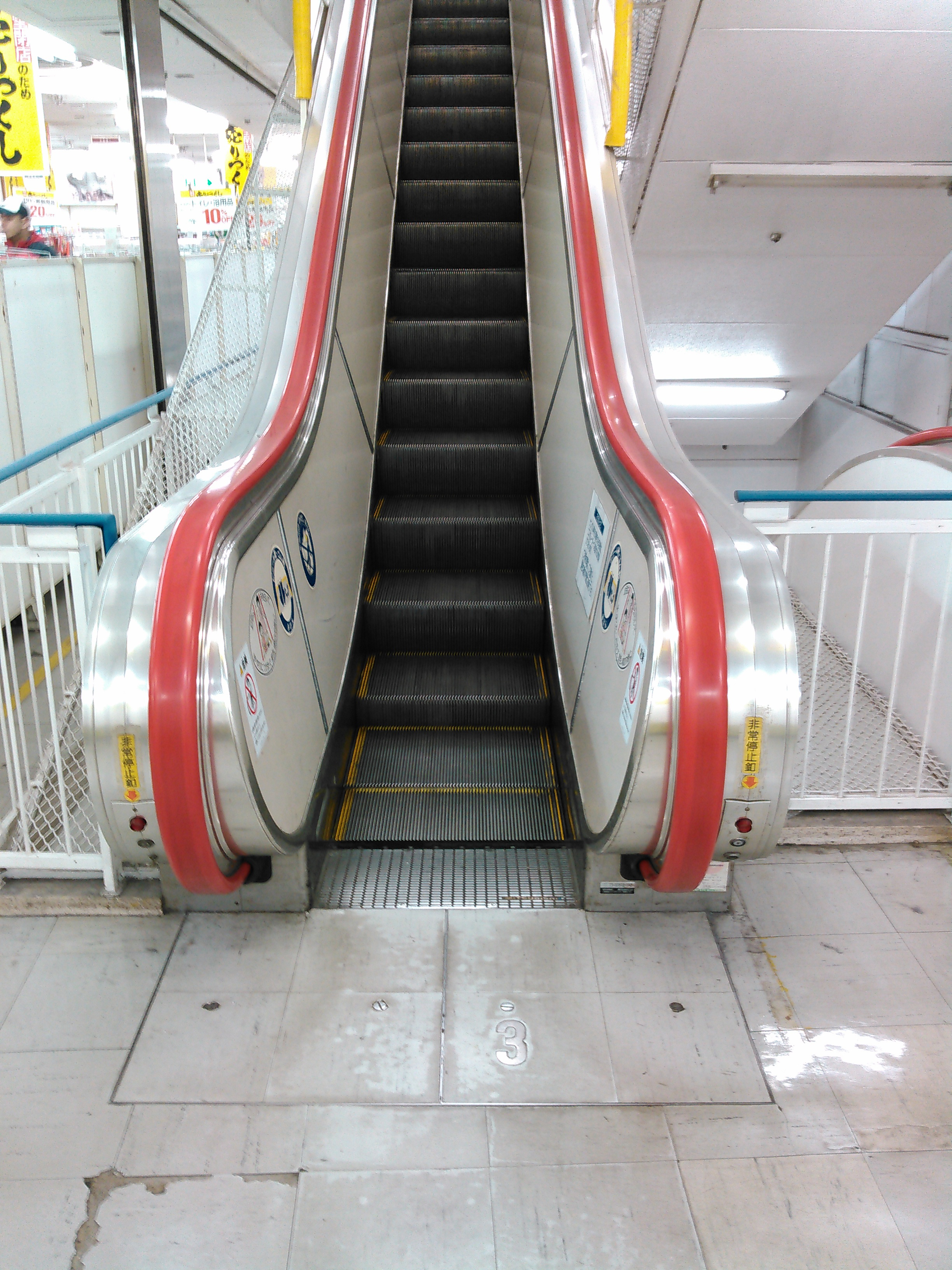
3階上りエスカレータ
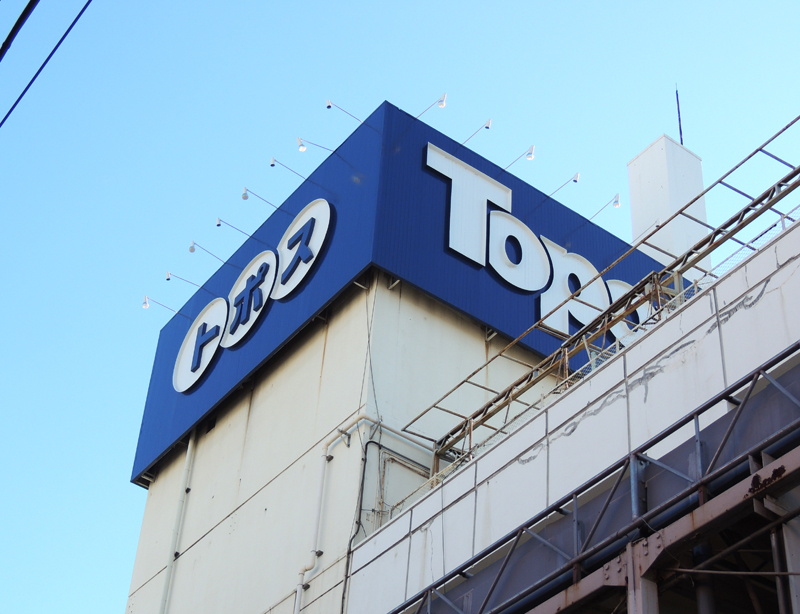
屋上階
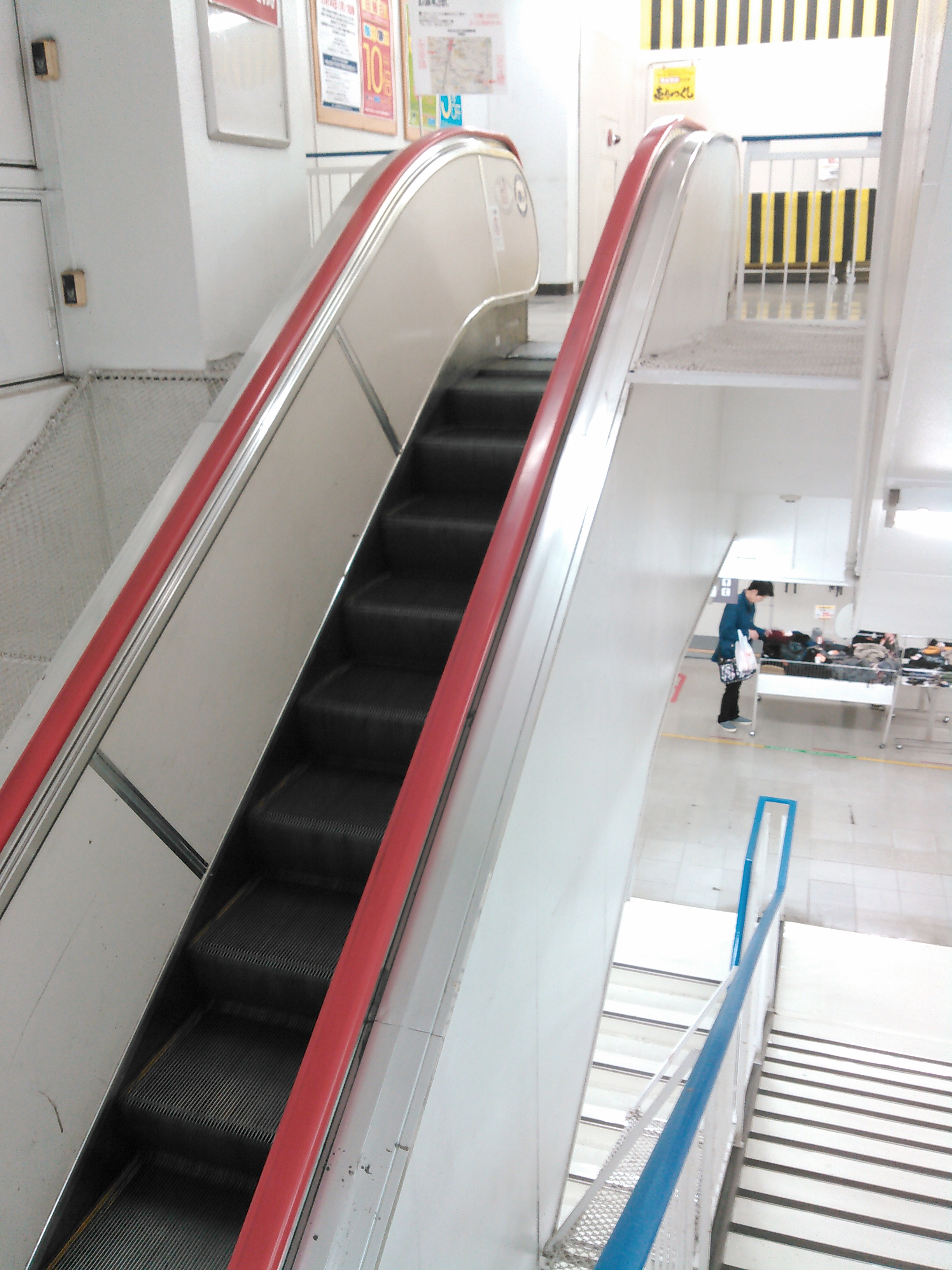
上り専用エスカレータと階段が併設されている様子